# Debora Ivanov
Débora Regina Ivanov Gomes (São Paulo, 12 de agosto de 1961) é uma advogada e produtora de cinema brasileira..
Formou-se em Direito pela FMU, em 1985. Foi diretora do Sindicato da Indústria do Audiovisual do Estado de São Paulo e integrou o Conselho Consultivo da SPCine. Fundou em Santos o Instituto Querô, ONG voltada para jovens de baixa renda da região portuária de Santos que promove capacitação na indústria audiovisual. Em 2000, tornou-se sócia da produtora Gullane Filmes. Produziu mais de 60 filmes, entre eles Que Horas Ela Volta?, Até Que a Sorte nos Separe , Uma História de Amor e Fúria, As Melhores Coisas do Mundo e O Ano em que Meus Pais Saíram de Férias.
Foi nomeada diretora da Agência Nacional do Cinema em 2015. Em maio de 2017, assumiu provisoriamente a presidência do órgão, após a saída de Manoel Rangel.